# 福元寿夫
福元 寿夫（ふくもと としお、1960年11月11日 - ）は、日本の元男子水球選手である。日本体育大学卒業。1984年ロサンゼルスオリンピックに日本代表として出場した。
引退後は横浜サクラスイミングスクール指導部長や母校日体大の非常勤講師を務め、成田真由美のコーチとして指導に当たった。